# Anthurium acutissimum
Anthurium acutissimum är en kallaväxtart som beskrevs av Adolf Engler. Anthurium acutissimum ingår i släktet Anthurium och familjen kallaväxter. Inga underarter finns listade.